# 和平东街
25°44′57″N 105°36′40″E / 25.7492994°N 105.6111978°E
和平东街社区是北京市朝阳区和平街街道下属的一个社区。位于北三环路以南、青年沟路以北。面积1平方公里，有56栋居民楼，居民1.4万人。
辖区内有：北京化工研究院、北京市城建三公司。